# Pseudolmedia macrophylla
Pseudolmedia macrophylla är en mullbärsväxtart som beskrevs av Trec.. Pseudolmedia macrophylla ingår i släktet Pseudolmedia och familjen mullbärsväxter. Inga underarter finns listade i Catalogue of Life.